# A csúnya lány
A csúnya lány 1935-ben bemutatott fekete-fehér, magyar, romantikus vígjáték Jávor Pál, Muráti Lili és Kabos Gyula főszereplésével.

## Történet
Bogdán Artúr és felesége válófélben vannak, ugyanis Bogdán úr megpróbálta megcsókolni az egyik alkalmazottját, Pál Évát. A bíróság Bogdán úr ügyvédjének, Dr. Halmi Tibornak a javaslata alapján a házasság felbontását elutasítja azzal az indokkal, hogy valójában Pál Éva a bűnös. Bogdánné visszafogadja a férjét, azonban megbíz egy magándetektívet, Plöklt, hogy férkőzzön férje közelébe, és figyelje, nem akarja-e megcsalni őt.
Dr. Halmit bántja, hogy hazudnia kellett a tárgyaláson, ezért randevúra hívja Évát, és állást is ajánl neki, mivel az eset után a lányt kirúgták a munkahelyéről.
Pál Éva elhatározza, hogy bosszút áll az ügyvéden, és elmaszkírozva, szőke parókában és szemüvegben, „a csúnya Kató” képében titkárnőnek áll az ügyvédhez. Ugyanakkor Pál Éva találkozgat az ügyvéddel.
Dr. Halmi halálosan beleszeret Pál Évába, de ennek ellenére elhatározza, hogy elutazik Abbáziába, hogy elfelejtse szerelmét. 
Erről persze hamar tudomást szerez Kató, azaz Pál Éva, és kiharcolja, hogy ő is vele mehessen. Még az utazás előtt elhívja Bogdán urat is, akit persze követ a magándetektív, Plökl is. Ott aztán, egyszer, mint Kató, másszor, mint Pál Éva jelenik meg Dr. Halmi előtt, aki időközben rájön, hogy Kató és Pál Éva ugyanaz a személy, ezért úgy dönt, megleckézteti titkárnőjét, és amikor Pál Éva látogatását várja a lakosztályában, Katóval dobatja őt ki.
Kató, aki szintén beleszeretett Halmiba, egy üzenetet hagy hátra, amiben mindent beismer. Ezután el akar tűnni, de ezt Halmi megakadályozza, és Éva bátyjának, Miklósnak a hajóján utaznak el nászútra az Adrián.

## Szereplők
- Jávor Pál – Dr. Halmi Tibor, ügyvéd
- Muráti Lili – Pál Éva / Kató
- Kabos Gyula – Bogdán Artúr
- Gombaszögi Ella – Bogdán Artúrné
- Gózon Gyula – Plökl, magánnyomozó
- Rátkai Márton – Éva apja
- Békássy István – Miklós
- Bókay Ferenc – Szállodainas
- Pethes Sándor – Ügyvéd
- Justh Gyula – Bíró
- Doktor János – Bírósági titkár
- Falussy István – Bírósági hivatalszolga
- Götz Erzsi – Kliens
- Solymossy Sándor – Férfi
- Szűcs László, Weygand Tibor – Énekesek

További szereplők: Id. Latabár Kálmán, Kállay Edit, Ladomerszky Margit, Lengyel Gizi, Pallós Ladyk, Pártos Erzsi, Szemlér Mária, T. Oláh Böske

## Magyarországi színházi bemutatók
A csúnya lány című zenés és prózai darab magyarországi ősbemutatóját 1993. október 29-én, a budapesti Karinthy Színházban tartották. Ezidáig Magyarországon három bemutatója volt a darabnak, az utolsó 1998-ban, Sopronban.

### Karinthy Színház
A Karinthy Színházban a rendező Karinthy Márton-, a koreográfus Ecsédi Márta volt. A díszleteket Vereckei Rita-, a jelmezeket Dőry Virág tervezte.
Színészek
- Dr. Kornidesz Tamás – Kovács István
- Fóthy Éva (Kató) – Egri Kati
- Stux Artur – Bajor Imre
- Sziszi, Stux felesége – Szerencsi Éva
- Walter – Dávid Sándor

### Pécs
Pécsett 1994-ben mutatták be a darabot Moravetz Levente rendezésében.
Színészek
- Dévényi Ildikó
- Unger Pálma
- Fillár István
- N. Szabó Sándor
- Csonka Tamás

### Soproni Petőfi Színház
A Soproni Petőfi Színházban 1998. október 10-én mutatták be a darabot. A rendező Mikó István, a koreográfus Incze József volt. A díszleteket Bihámi Béla, a jelmezeket Kardos Anikó tervezte.
Színészek
- Éva – Keresztes Ildikó
- Sziszi – Nyírő Bea
- Irma – Szabó Anikó
- Bogdán – Szombathy Gyula
- Dr. Kornidesz – Szatmári György
- Walter – Maros Gábor
- Kelemen – Incze József
- Fóthy – Tándor Lajos
- Prímás – Mikó István
- Pincér – Cmarits Gábor

### Kassai Thália Színház
A Kassai Thália Színházban 2000. január 20-án mutatták be a darabot, Mikó István rendezésében.

## Televíziós megjelenések
MTV1 / M1, MTV2 / M2, Duna TV, Filmmúzeum, M5, Magyar Mozi TV